# ジョン・ケネディ・トゥール
ジョン・ケネディ・トゥール (John Kennedy Toole、1937年12月17日 – 1969年3月26日)はルイジアナ州ニューオーリンズ出身の米国の小説家。没後に出版された小説『愚か者同盟 (A Confederacy of Dunces)』が1981年にピューリッツァー賞のフィクション部門を受賞した。その他執筆作には『ネオン・バイブル』がある。文学界の複数の人々が彼の文章力は賞賛に値すると感じていたものの、トゥールの生前、彼の作品は却下され、正当な評価を受けることはなかった。このような不運もあり、彼は偏執病、うつ病に悩まされ、31歳の若さで自死した。

## 生涯
トゥールはニューオーリンズの中産階級の家庭に生まれた。幼い頃から彼の母親テルマは、文化の鑑賞を彼に教えた。彼の人生の大半において、彼女は彼の事柄全般に関わっており、両者の関係はときに難しいものであった。母親の後ろ盾を得て、トゥールは10歳ときステージ・パフォーマーとして、喜劇や演劇を披露するようになった。16歳のときには彼は初めての小説『The Neon Bible』を執筆したものの、後になって彼自身がこれを「未熟だった」と評している。
トゥールは奨学金を得てニューオーリンズのテュレーン大学に進学した。同大学卒業後、彼はニューヨーク市立大学ハンター校で教鞭をふるう傍ら、ニューヨークのコロンビア大学で英文学を学んだ。彼はまたルイジアナ州の複数の大学でも教壇に立っている。大学の教員としてのキャリアの初期、彼はそのウィットと物まねのうまさで、学部の人々から重宝された。1961年、陸軍への徴兵により彼の研究は中断を余儀なくされたが、入隊後に彼はプエルトリコのサンフアンでスペイン語を母国語とする新兵に英語を教えた。昇進後、彼は個人の事務室を与えられ、そこで『愚か者同盟』の執筆を開始した。彼は除隊後に両親宅にてこれを完成させている。
トゥールは『愚か者同盟』を出版社のサイモン&シュスターへ持ち込み、編集者のロバート・ゴットリーブの手に渡った。ゴットリーブは、トゥールの才能は認めつつも、この滑稽な小説について基本的に無意味であると感じた。数回の補筆が加えられたものの、ゴットリーブが満足することはなく、そして作家のホッディング・カーターに却下されたことを機に、トゥールはこの小説を棚上げにしてしまった。うつ病と迫害妄想に苦しんでいたトゥールは、家を出て国を廻る旅に出た。彼はミシシッピ州ビロクシに立ちより、庭用のホースを使って車内に排気ガスを引き込む形で自らの命を絶った。
数年後に母親が『愚か者同盟』の原稿を小説家のウォーカー・パーシーに見せ、彼が出版に向けての手はずを整えた。1981年、トゥールは没後にピューリッツァー賞 フィクション部門を受賞した。

## 著書
- 『愚か者同盟 (A Confederacy of Dunces)』 (1980年、ルイジアナ州立大学出版局) (和訳: 2022年、国書刊行会、訳:木原善彦)[7]
- 『The Neon Bible』 (1989年、グローヴ・プレス) ※未和訳